# Eolo
Eolo is de naam van twee historische merken van motorfietsen:
Ingenieur Carlo Bottari uit Milaan bouwde vanaf 1950 tweetaktmotoren in twee versies: 100- en 125 cc. Ze werden bij Omea in Milaan gebouwd. Dat duurde echter slechts zo kort dat het niet eens zeker is of de machines in productie zijn gegaan.
In hetzelfde jaar werden gemotoriseerde fietsen door de firma ICEM (Industria Construzioni ElettroMeccaniche, Milano) geïntroduceerd. Deze hadden een 46 cc tweetaktmotortje en werden van 1950 tot 1953 geproduceerd. Waarschijnlijk ging het ook om producten van Carlo Bottari waarvoor hij Omeo niet kon interesseren. Het motortje van deze fietsen zat onder de pedalen